# Matthias Heidemann
Matthias Heidemann (* 7. Februar 1912 in Köln; † 30. November 1970) war ein deutscher Fußballspieler, der zwischen 1933 und 1935 drei Länderspiele für die A-Nationalmannschaft bestritt und mit ihr 1934 das Weltmeisterschaftsturnier in Italien als Drittplatzierter abschloss.

## Karriere

### Vereine
Heidemann, gebürtiger Kölner, begann seine Vereinskarriere von 1921 bis 1930 bei VfR Köln 04 rrh., wechselte dann zum Bonner FV, ehe er in der Zeit der allgemeinen Arbeitslosigkeit das Angebot vom SV Werder Bremen Anfang 1934 annahm – verbunden mit einem Arbeitsplatz bei der Zigaretten-Fabrik Martin Brinkmann AG – und an die Weser wechselte. Durch das Erreichen des 6. Ranges 1932/33 im Rheinbezirk war Heidemann mit dem Bonner FV zur Saison 1933/34 qualifiziert für die neue Gauliga Mittelrhein. Mit Bonn belegte er in der Debütrunde der Gauligaära den 5. Rang und hatte sich mit seinen Leistungen auch in den Kreis der Nationalmannschaft gespielt. Nicht zuletzt waren auch seine Vorstellungen in der Gauauswahl des Mittelrheins im Juli 1933 gegen Baden (2:1) und Sachsen-Anhalt (2:4) dabei hilfreich. Am 19. November 1933 debütierte der schnelle Flügelstürmer vom Bonner FV an der Seite der weiteren Debütanten Ernst Lehner und Ludwig Goldbrunner beim Länderspiel in Zürich gegen die Schweiz in der Nationalmannschaft. Beim 2:0-Erfolg der Auswahl von Reichstrainer Otto Nerz war der Angriff in der Besetzung mit Lehner, Ludwig Lachner, Karl Hohmann, Josef Rasselnberg und Heidemann aufgelaufen. Hohmann erzielte in der 72. Minute die 1:0-Führung nach Vorlage von Heidemann.
Mit seinem Vereinswechsel zu Werder Bremen errang er in den Jahren 1936 und 1937 noch zwei Meisterschaften in der Gauliga Niedersachsen und die sich daran anschließenden Endrundenspiele um die Deutsche Meisterschaft. Heidemann hat alle 12 Gruppenspiele gegen Viktoria Stolp, Vorwärts Rasensport Gleiwitz, ETV Hamburg, FC Schalke 04 und Hertha BSC bestritten und drei Tore erzielt. In beiden Jahren belegte Heidemann mit Bremen den zweiten Gruppenplatz: 1936 hinter VR Gleiwitz und 1937 hinter Schalke 04.

### Auswahl-/Nationalmannschaft
In der Gauauswahl von Niedersachsen war er noch bis in das Jahr 1938 aktiv und wird insgesamt – Mittelrhein und Niedersachsen – in 13 Wettbewerbsspielen aufgelistet. Als vom 24. bis 31. Juli 1938 in Breslau das I. Deutsche Turn- und Sportfest stattfand, wurde auch ein großes Turnier der Gau-Auswahlteams aus dem Fußball ausgetragen. Mit Niedersachsen spielte sich Heidemann auf Linksaußen mit Erfolgen gegen Sachsen (2:0), Brandenburg (3:1) und im Halbfinale gegen Südwest (4:1) bis in das Finale am 30. Juli gegen die Ostmark. Die Wiener mit Torhüter Platzer, dem Verteidigerpaar Karl Sesta – Willibald Schmaus und dem Fünferangriff mit Karl Zischek, Wilhelm Hahnemann, Josef Stroh, Leopold Neumer und Johann Pesser setzten sich aber klar mit 4:1 durch. Den Treffer zum 1:4 erzielte Heidemann in der 55. Minute.
Nach seinem Vereinswechsel nach Bremen wurde der Flügelstürmer zum entscheidenden Lehrgang vom 7. bis 19. Mai 1934 vor der Weltmeisterschaft mit Spielen gegen das englische Profiteam von Derby County berufen. Nach dem Lehrgang und den Testspielen berief Reichstrainer Otto Nerz ein 18er-Aufgebot für das Turnier in Italien in dem mit Ernst Albrecht, Edmund Conen, Hohmann, Stanislaus Kobierski, Lehner, Rudolf Noack, Otto Siffling und Heidemann acht Angriffsspieler aufgeboten waren. Zu seinem zweiten Länderspieleinsatz kam der Außenstürmer am 7. Juni in Neapel beim Spiel um den dritten Platz gegen Österreich. Nach dem verlorenen Halbfinale gegen die Tschechoslowakei (1:3) pausierte der Stammplatzinhaber am linken Flügel, der Düsseldorfer „Tau“ Kobierski und Heidemann komplettierte an seiner Stelle die Fünferreihe im Angriff neben Lehner, Siffling, Conen und Fritz Szepan. Bereits nach 25 Sekunden feuerte der Bremer einen scharfen Schuss auf das von Peter Platzer gehütete Tor von Austria ab, den der Torhüter des Teams von Hugo Meisl nur vor die Füße von Lehner abwehren konnte, den der Augsburger ungehindert zur 1:0-Führung einschob. Das Spiel endete 3:2 für Deutschland und damit hatte die DFB-Elf den 3. Rang errungen.
Nach der erfolgreichen Weltmeisterschaft dauerte es über ein Jahr bis Heidemann zu seinem dritten Länderspieleinsatz kam. Die Konkurrenz auf Linksaußen mit Kobierski, Josef Fath, Wilhelm Simetsreiter und Adolf Urban war hochkarätig und verhinderte eine zweistellige Einsatzzahl. Sein drittes und letztes Länderspiel absolvierte Heidemann am 13. Oktober 1935 in Königsberg gegen Lettland (3:0).

## Sonstiges
Nach seiner Rückkehr aus britischer Kriegsgefangenschaft im Sommer 1947 soll er noch in Bad Ischl gespielt haben. Bei Fritz Tauber wird Heidemann dagegen von 1947 bis 1952 beim FC Lenzing im Bundesland Oberösterreich im Bezirk Vöcklabruck aufgeführt.